# Torre Simona
La Torre Simona és una torre al terme municipal de Mont-ras (Baix Empordà) declarada bé cultural d'interès nacional. La Torre Simona, actualment aïllada, formava anteriorment part d'una masia que darrerament fou enderrocada. L'element, que segurament té el seu origen en els segles XIV-XV, és un dels més interessants i millor conservats de la comarca. És una torre de defensa rectangular amb corsera, dels segles XIV-XV. Ara és exempta del mas que tenia adossat.
L'element està situat a la urbanització del mateix nom del terme de Mont-Ras, al sud-est del nucli. És una torre aïllada de planta rectangular i conserva la corsera de la part superior, que presenta tres arcs a les façanes nord i de migdia i quatre a llevant i ponent. Hi ha restes d'espitlleres i conserva algunes obertures d'interès, la més interessant de les quals, una porta enlairada d'arc de mig punt amb dovelles regulars de pedra, es troba a la banda de ponent. Cal esmentar la regularitat dels carreus de granit, disposats en filades horitzontals, amb què va ser construïda la torre.